# Ielena Serova
Ielena Olégovna Serova  (rus: Елена Олеговна Серова, nascuda el 22 d'abril de 1976 al poble de Vozdvíjenka, districte de la ciutat d'Ussuriïsk, Krai de Primórie) és una cosmonauta i política russa. Va ser seleccionada com a cosmonauta el 2006 i va ser assignada el 2011 per a l'Expedició 41, que es va llançar al setembre de 2014 i va tornar a la Terra al març de 2015. Serova es va convertir en la primera dona cosmonauta russa a visitar l'Estació Espacial Internacional (ISS) el 26 setembre 2014.

## Vida personal
Serova és l'esposa de l'astronauta Mark Serov, seleccionat en RKKE-13 el 2003, però es va retirar abans de volar les missions.Ambdós tenen una filla.

## Educació
El març de 2001, Serova es va graduar a la Facultat d'Aeronàutica de l'Institut d'Aviació de Moscou (MAI) qualificada com a enginyera. El 2003 es va graduar a la Universitat Estatal de Moscou d'Enginyeria d'instruments i Informàtica qualificada com a economista.

## Experiència
Abans de la inscripció com cosmonauta, Serova ha treballat com a enginyera de la segona categoria de RSC Energia, i al Centre de Control de Missió.

## Carrera com a cosmonauta
Serova va ser seleccionada com cosmonauta de proves a l'edat de 30 en el grup RKKE-14 a l'octubre de 2006, mentre treballava com a enginyera de vol.
Serova va ser seleccionada per formar part de l'Expedició 41 / 42 a l'Estació Espacial Internacional, va viatjar a bord de la Soiuz TMA-14M al setembre de 2014.Ha estat la quarta dona cosmonauta russa que ha viatjat a l'espai. Anteriorment Valentina Tereixkova, Svetlana Savítskaia i Ielena Kondakova han volat a l'espai

## Política
El 2016 fou elegida a la Duma Estatal pel partit Rússia Unida i va deixar l'equip de cosmonautes.

## Premis
- Heroi de la Federació Russa (15 de febrer de 2016) - pel seu valor i heroisme en la implementació dels vols espacials de llarga durada a l'Estació Espacial Internacional..[8]
- Pilot-cosmonauta de la Federació de Rússia (15 de febrer de 2016) -  pel seu valor i heroisme en la implementació dels vols espacials de llarga durada a l'Estació Espacial Internacional .[8]